# Atanazy III (Dabbas)
Atanazy III, nazwisko świeckie Dabbas – prawosławny patriarcha Antiochii w latach 1611–1619.